# دياني أكيرمان
دياني أكيرمان (بالإنجليزية: Diane Ackerman)‏ هي كاتِبة وكاتبة سيناريو وشاعرة أمريكية، ولدت في 7 أكتوبر عام 1948، في وكغن في الولايات المتحدة.

## وصلات خارجية
- دياني أكيرمان على موقع IMDb (الإنجليزية)
- دياني أكيرمان على موقع الموسوعة البريطانية (الإنجليزية)
- دياني أكيرمان على موقع إن إن دي بي (الإنجليزية)